# Подсолнечная (станция)
Подсо́лнечная — железнодорожная станция на участке Москва — Тверь главного хода Октябрьской железной дороги (Ленинградское направление Московского ЖД узла). Находится в городе Солнечногорске Московской области. Входит в Московский центр организации работы железнодорожных станций ДЦС-1 Октябрьской дирекции управления движением. По основному характеру работы является промежуточной, по объёму работы отнесена ко 2 классу.
Станция названа, как и позже город Солнечногорск, по Солнечной горе.

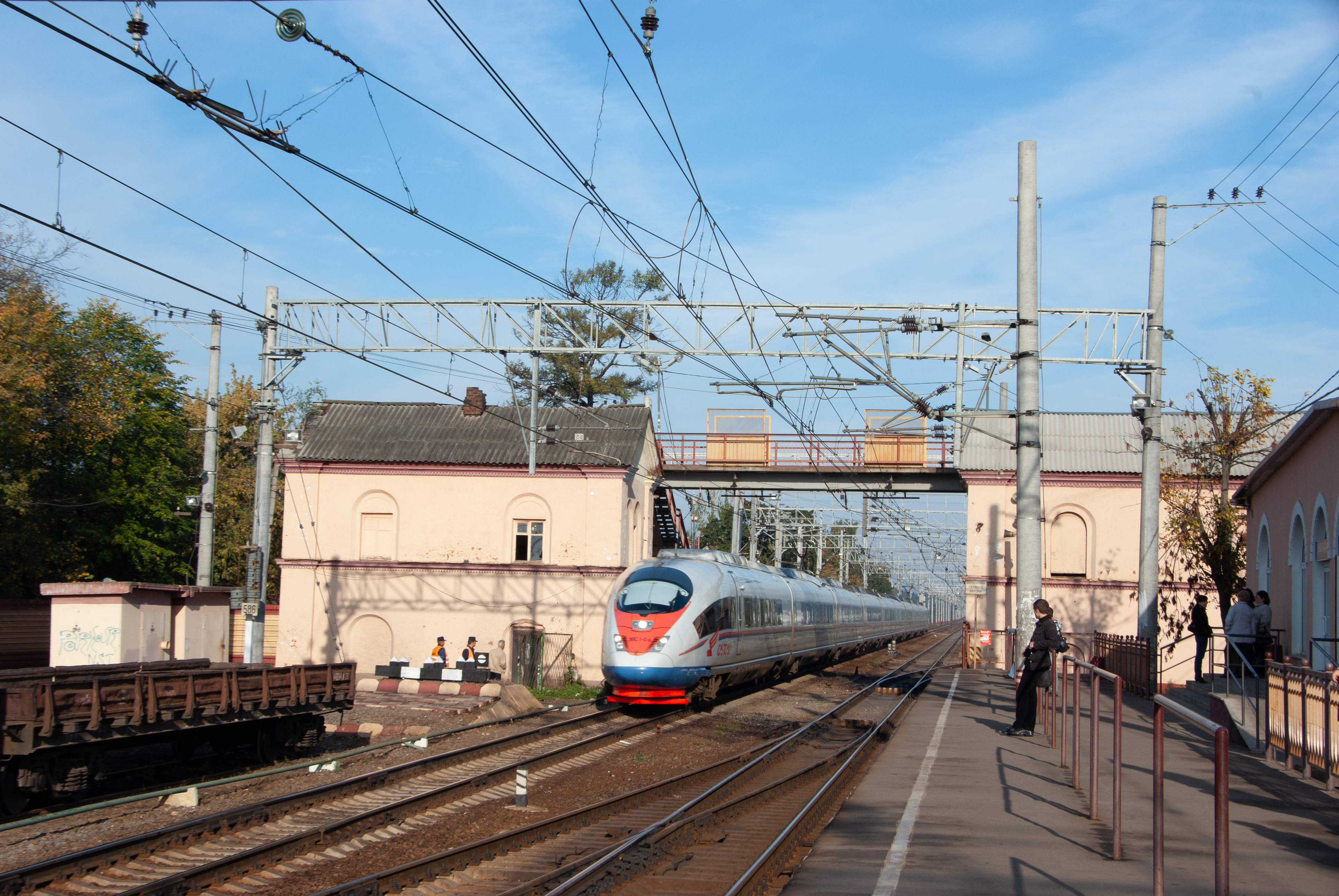
Квадратные водонапорные башни на станции Подсолнечная (2010)

На станции имеется две посадочные платформы — боковая для пригородных электропоездов в сторону Москвы и островная для электропоездов в сторону Клина, а также для электропоездов, оборачивающихся по станции Подсолнечная. В сентябре 2021 года был ввведён в эксплуатацию надземный переход. Ранее платформы были соединены между собой пешеходным мостом. На платформе из Москвы с начала июня 2009 работают турникеты, на платформе в Москву также введены турникеты. На станции сохранились две необычные водонапорные башни: в виде прямоугольных зданий с двух сторон от путей, на уровне земли в них были маленькие поворотные круги.
Станция Подсолнечная — зонная, по ней оборачивается значительное число пригородных электропоездов. Поезда дальнего следования не имеют посадки на станции. Станция выполняет также грузовые операции, от неё начинается подъездной путь завода «Солстек».

## История
Станция IV класса была открыта 1 (13) ноября 1851 года под названием Подсолнечная в составе Санкт-Петербурго-Московской железной дороги. Название станции происходит от деревни Подсолнечная гора (в некоторых источниках Солнечная гора) и было утверждено приказом МПС № 227 от 21 декабря 1850 года. После переименовании дороги 8 (20) сентября 1855 года станция в составе Николаевской железной дороги.
Первоначально на станции было построено две каменные водонапорные башни (которые сохранились до наших дней), две деревянные высокие платформы и два деревянных пассажирских дома (вокзала) каждый размером 4,5×3,6 саж (9×7,2 м). В 1878 году пассажирская платформа с Петербургской стороны была заново перестроена на рельсовых фермах. Для предохранения от осадков пассажиров, ожидающих прибытия и отправления поездов, в 1889—1890 годах на платформах строятся деревянные, крытые железом и обшитые с трёх сторон навесы. В 1892 году на станции удлинены пассажирские платформы с Петербургской стороны на 10 саж (21,3 м), с Московской сторона на 12,75 саж (27 м). В 1914 году пассажирское здание на Московской стороне капитально отремонтировано с поднятием его на 0,15 саж (0.3 м) с заменой асфальтовых полов плиточными, сменой сгнивших венцов и увеличением площади на 6 кв саж (12 м²). В 1915 году произведены работы по сооружению каменной пристройки к Петроградскому пассажирскому зданию.
С 27 февраля 1923 года после переименования дороги станция в составе Октябрьской железной дороги, приказом НКПС № 1028 от 20 августа 1929 года станция в составе Октябрьских железных дорог, с 1936 года станция в составе Октябрьской железной дороги.
Согласно тарифному руководству № 4 от 1947 года, станция производит операции по приёму и выдачи только повагонных грузов, допускаемых к хранению на открытых площадках, а также приёму и выдаче всех грузов мелкими отправками. Согласно тарифному руководству № 4 от 1965 года, на станции производятся операции по грузам и продажа билетов на все пассажирские поезда, приём и выдача багажа. Согласно тарифному руководству № 4 от 2001 года, дополнительно производится приём и выдача грузов в универсальных контейнерах массой брутто 20, 24 и 30 тонн на подъездных путях.
В 1971 году присвоен код ЕСР № 0706, 1975 году присвоен новый код ЕСР № 07060., с 1985 года код АСУЖТ (ЕСР) № 060800.

В 1982 году станции присвоен код Экспресс-2 № 46070, с 1994 года новый код Экспресс-3 № 2005070.

В 1930х годах от станции был проложен подъездной путь в лесной массив около населённого пункта Бутырки.

## Фотогалерея

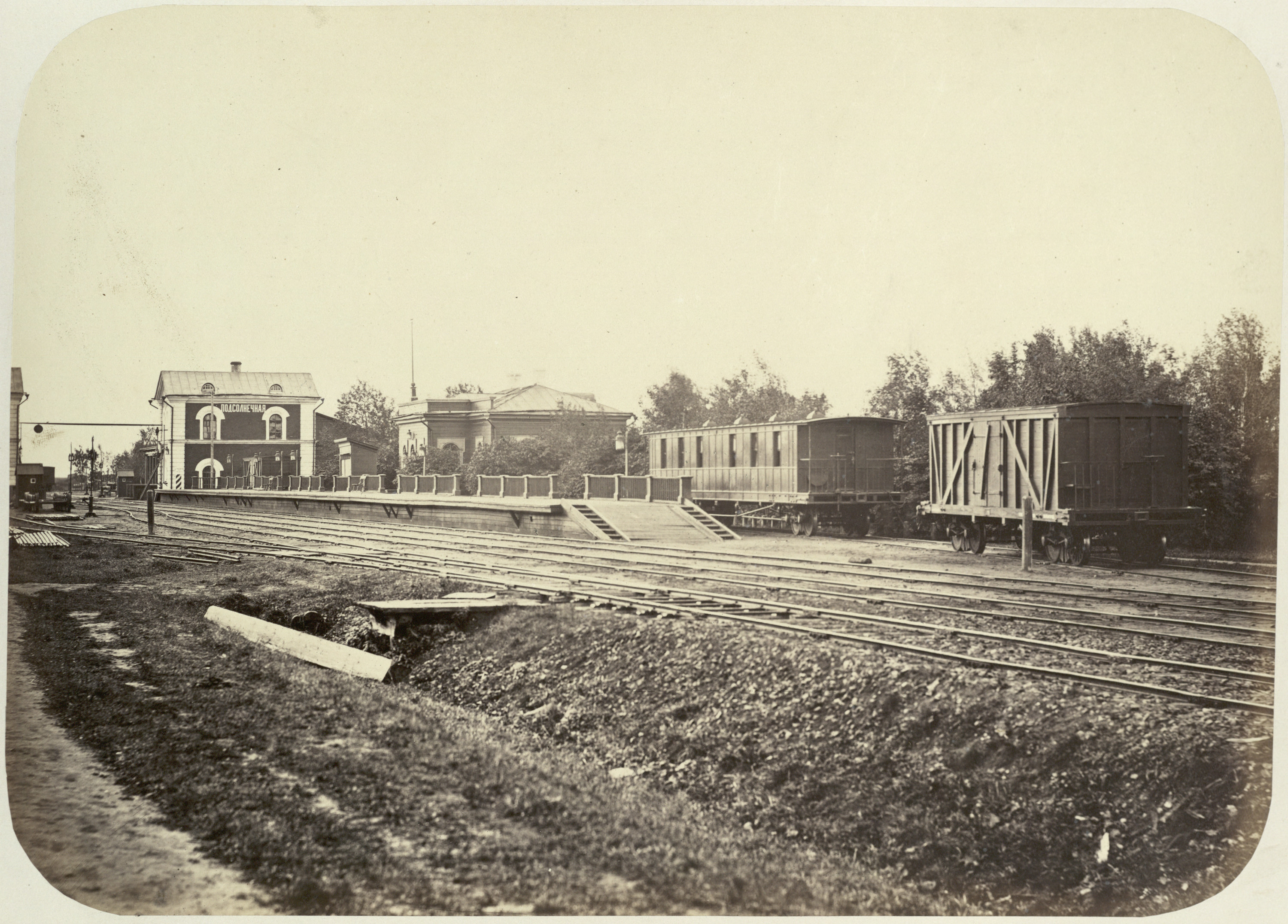
Станция Подсолнечная в 1860-е годы
Вокзал города Солнечногорска
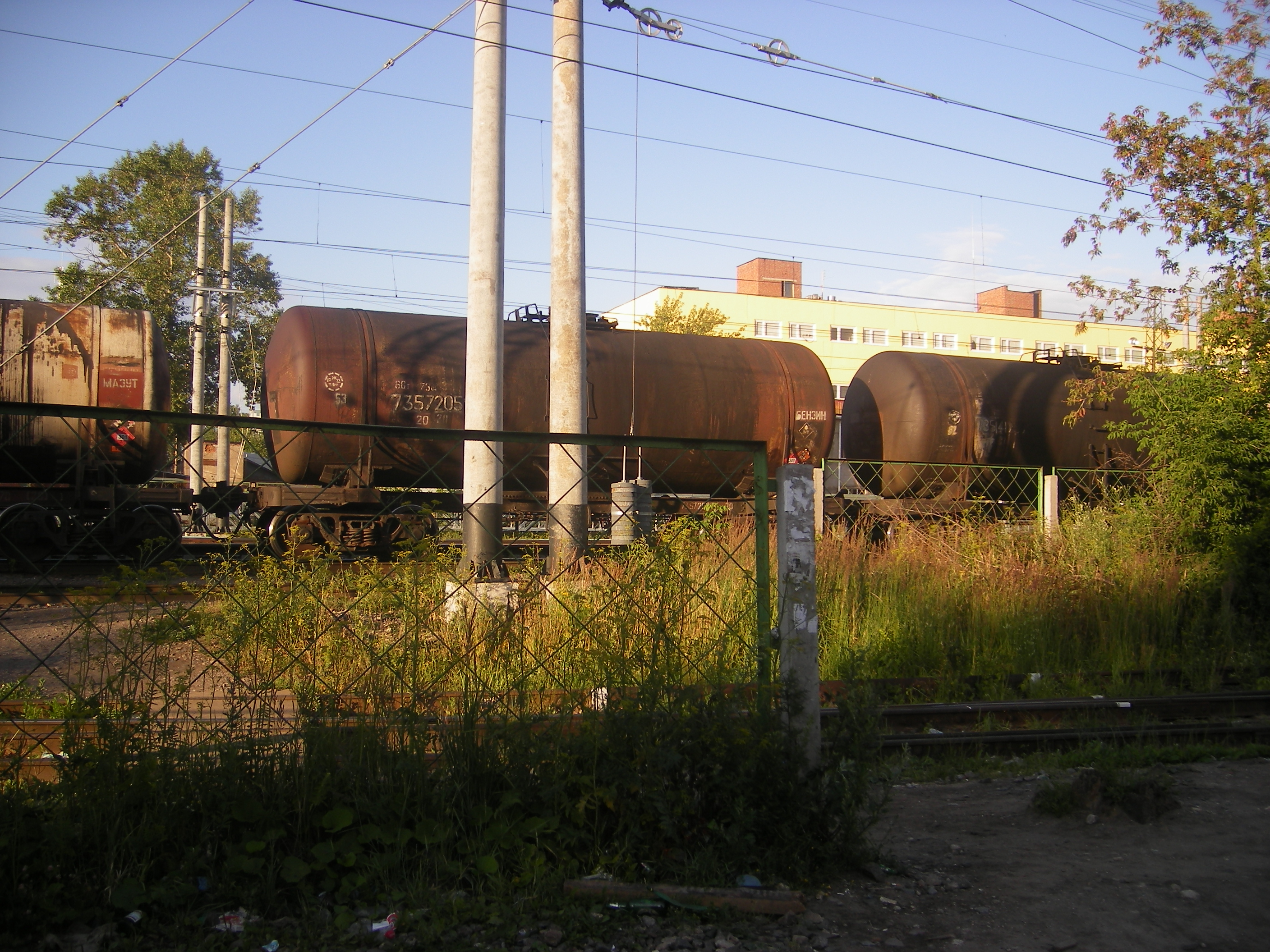
Подъездной путь «Солстек»
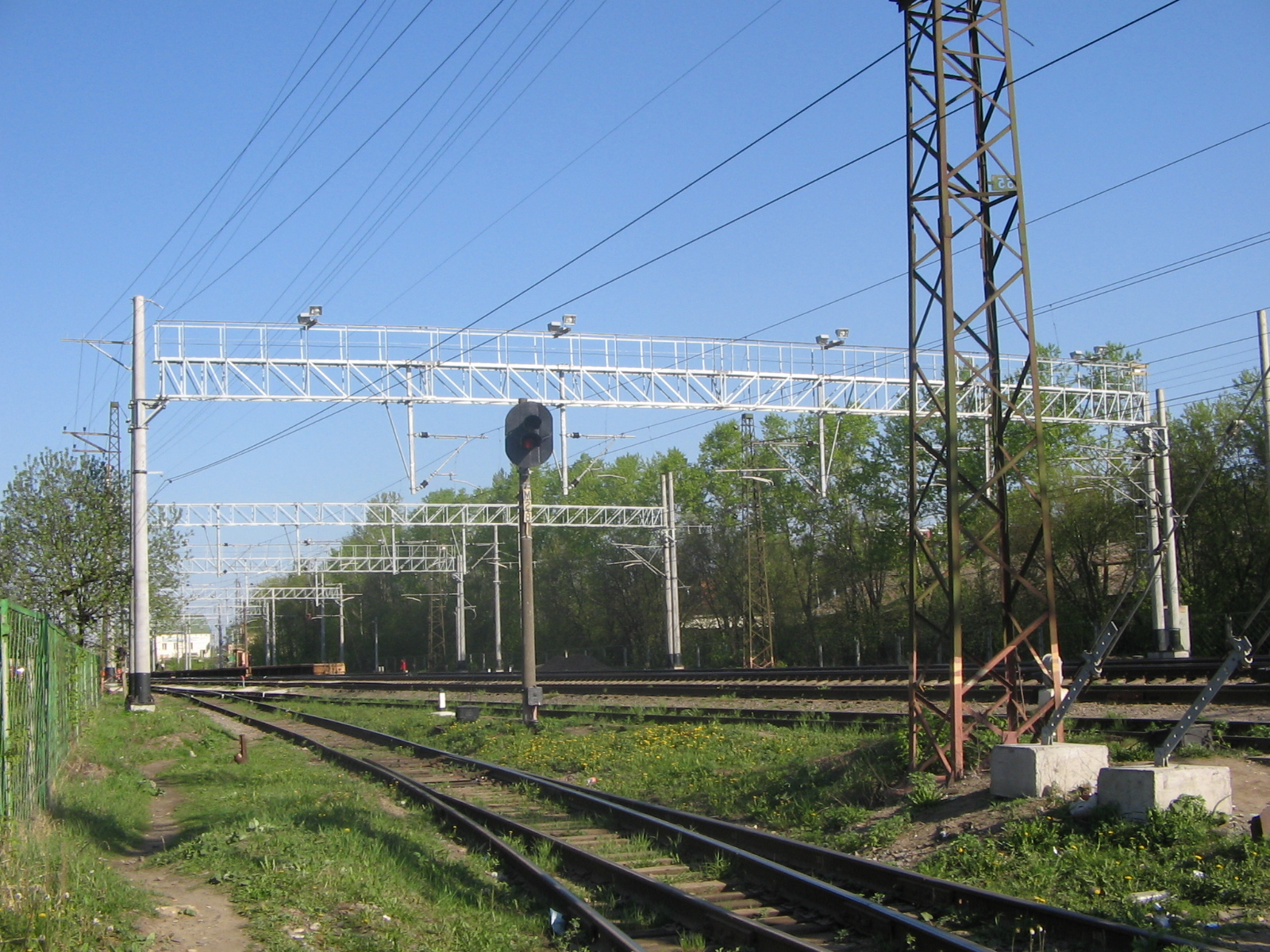
Станция Подсолнечная
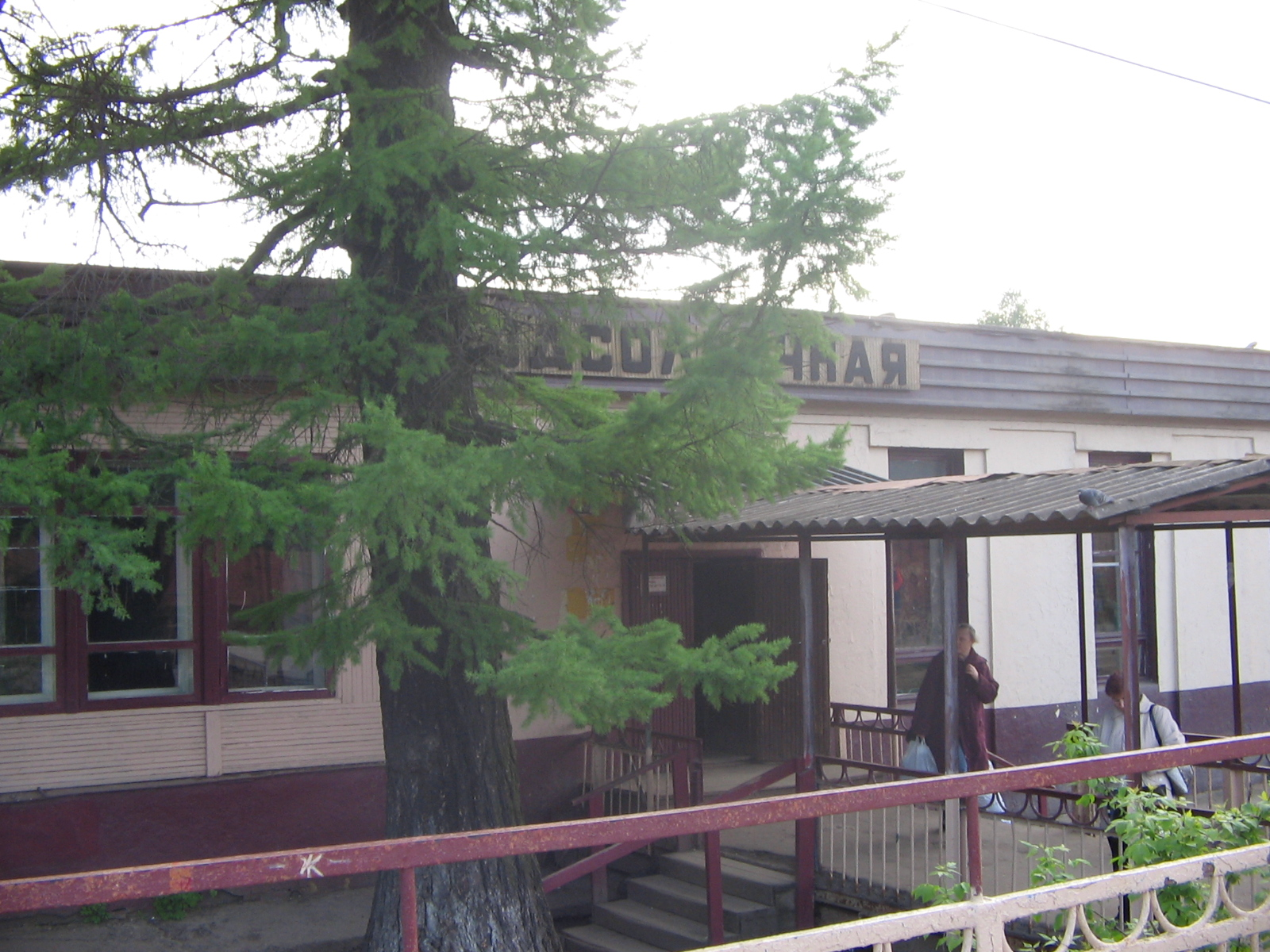
Старое здание вокзала г. Солнечногорска
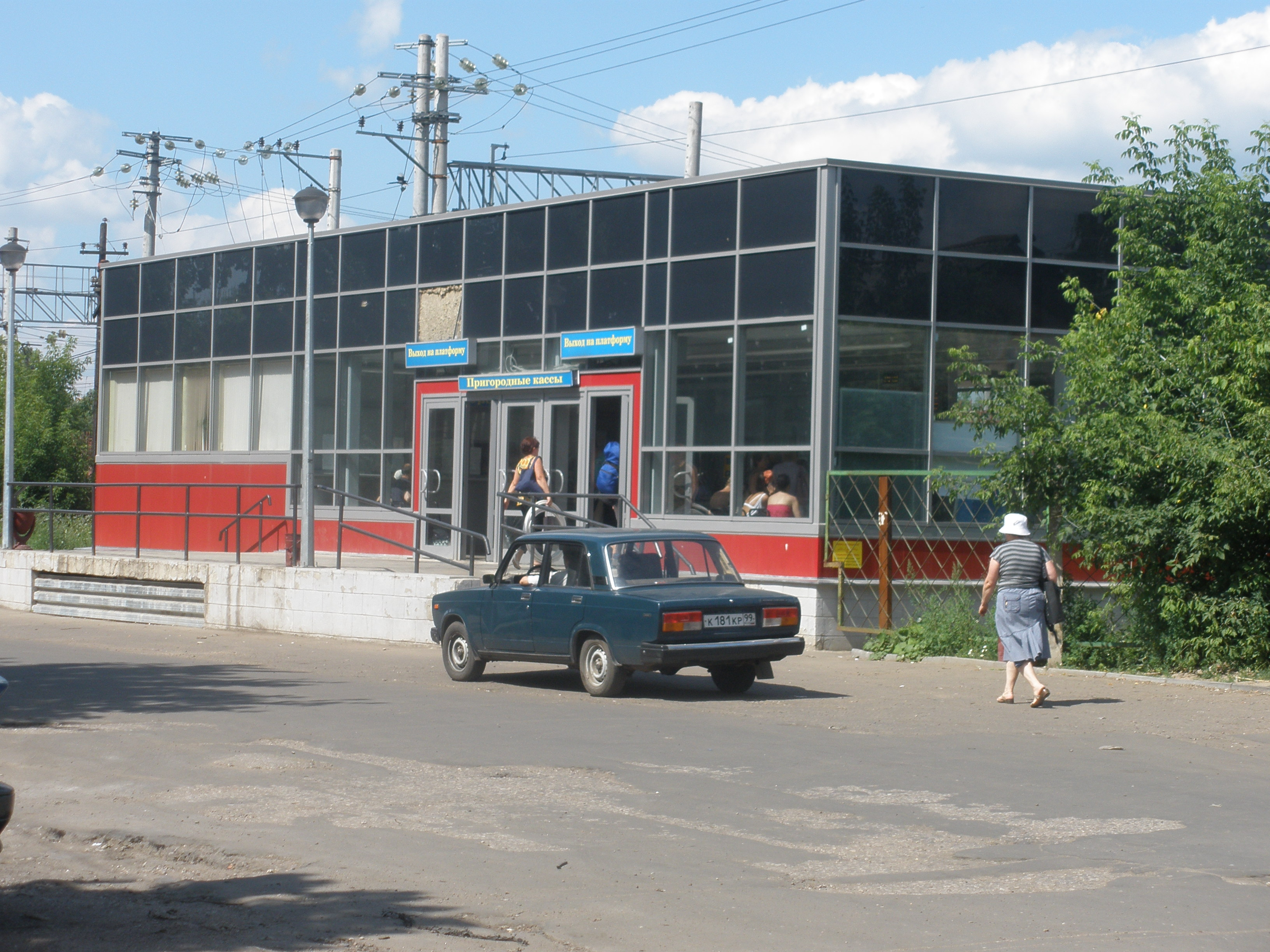
Турникеты на станции Подсолнечная

## Происшествия
- 24 июля 2023 года в 20:57 у одного из вагонов электропоезда №6614 Москва – Конаково ГРЭС, отправляющегося от станции, произошло возгорание крышевого оборудования.[12] Пассажиры самостоятельно эвакуировались из горящего электропоезда.[13] Пострадавших нет. В результате этого последовал масштабный сбой в движении пригородного и дальнего сообщения на главном ходу Октябрьской железной дороги.